# Stephen Harper
Stephen Joseph Harper (* 30. dubna 1959) je kanadský politik, od roku 1993 poslanec Dolní sněmovny za volební obvody v Calgary. V roce 2002 byl zvolen vůdcem Konzervativní strany Kanady, kterou dovedl o čtyři roky později k vítězství v parlamentních volbách. V letech 2006–2015 působil jako předseda vlády Kanady.

## Vyznamenání a ocenění

### Vyznamenání
- Medaile zlatého výročí královny Alžběty II. – Kanada, 2002 – udělena S. J. Harperovi jakožto vůdci opozice a členu parlamentu[1]
- Medaile stého výročí Alberty – Alberta, 2005 – udělena S. J. Harperovi jakožto prominentnímu obyvateli Alberty, jako členu parlamentu a zejména jakožto vůdci opozice[2]
- Medaile diamantového výročí královny Alžběty II. – Kanada, 2012 – udělena S. J. Harperovi jakožto předsedovi vlády Kanady a jako členu parlamentu[1]
- Řád svobody – Ukrajina, 22. srpna 2016 – udělil prezident Petro Porošenko při příležitosti 25. výročí ukrajinské nezávislosti za významný osobní přínos k posílení mezinárodní autority ukrajinského státu, za popularizaci jeho historického dědictví a moderních úspěchů[3]
- společník Řádu Kanady – Kanada, 22. listopadu 2019 – udělil generální guvernérka Julie Payetteová za dlouholetou politickou kariéru a za jeho službu národu ve funkci premiéra[4][5]

### Ocenění
- Woodrow Wilson Award – 6. října 2006 – Udělena byla za veřejnou službu Calgary. Slavnostní předání cen se konalo v Telus Convention Center v Calgary.[6]
- Gold Medaillion for Humanitarianism – B'nai B'rith, 27. června 2008 – stal se tak prvním Kanaďanem, který obdržel toto ocenění[7]
- doctor honori causa na Telavivské univerzitě – 22. ledna 2014[8]